# Filante (figlio di Antioco)
Filante (in greco antico Φύλας Phýlās) è un personaggio della mitologia greca figlio di Antioco che a sua volta era figlio di Eracle.

## Mitologia
Nipote del primo Filante re dei Driopi, ebbe dalla moglie Leipefilene i figli Ippote e Tero, che venne sedotta da Apollo e da cui nacque Cherone.